# Édouard Léonard
Pour les articles homonymes, voir Léonard.
Édouard Léonard (né le 18 octobre 1882 dans le 15e arrondissement de Paris et mort le 23 mars 1968 à Neuilly-sur-Seine) est un coureur cycliste français.

## Biographie
Il a terminé deux fois quatrième de Paris-Roubaix en 1908 et 1910 et troisième du championnat de France de cyclisme sur route en 1909. Il est mobilisé dans l'infanterie pendant la Première Guerre mondiale.

## Distinctions
- Croix de guerre 1914-1918, étoile de bronze (1916)[2]

## Palmarès
- 1900
  - 3e du championnat de France de demi-fond
- 1907
  - 2e de Paris-Honfleur
- 1908
  - 4e de Paris-Roubaix
- 1909
  - 3e du championnat de France sur route
  - 9e de Paris-Roubaix
- 1910
  - 4e de Paris-Roubaix
  - 4e de Paris-Tours
  - 4e du championnat de France sur route
- 1919
  - 3e du Bol d'or
- 1920
  - 2e du Critérium de la Résistance

## Résultats sur le Tour de France
6 participations
- 1910 : abandon (5e étape)
- 1911 : 21e
- 1912 : 23e
- 1914 : abandon (6e étape)
- 1920 : abandon (4e étape)
- 1921 : abandon (9e étape)